# Smith & Wesson 629 Horton
 (mars 2021).
Si vous disposez d'ouvrages ou d'articles de référence ou si vous connaissez des sites web de qualité traitant du thème abordé ici, merci de compléter l'article en donnant les références utiles à sa vérifiabilité et en les liant à la section « Notes et références ».

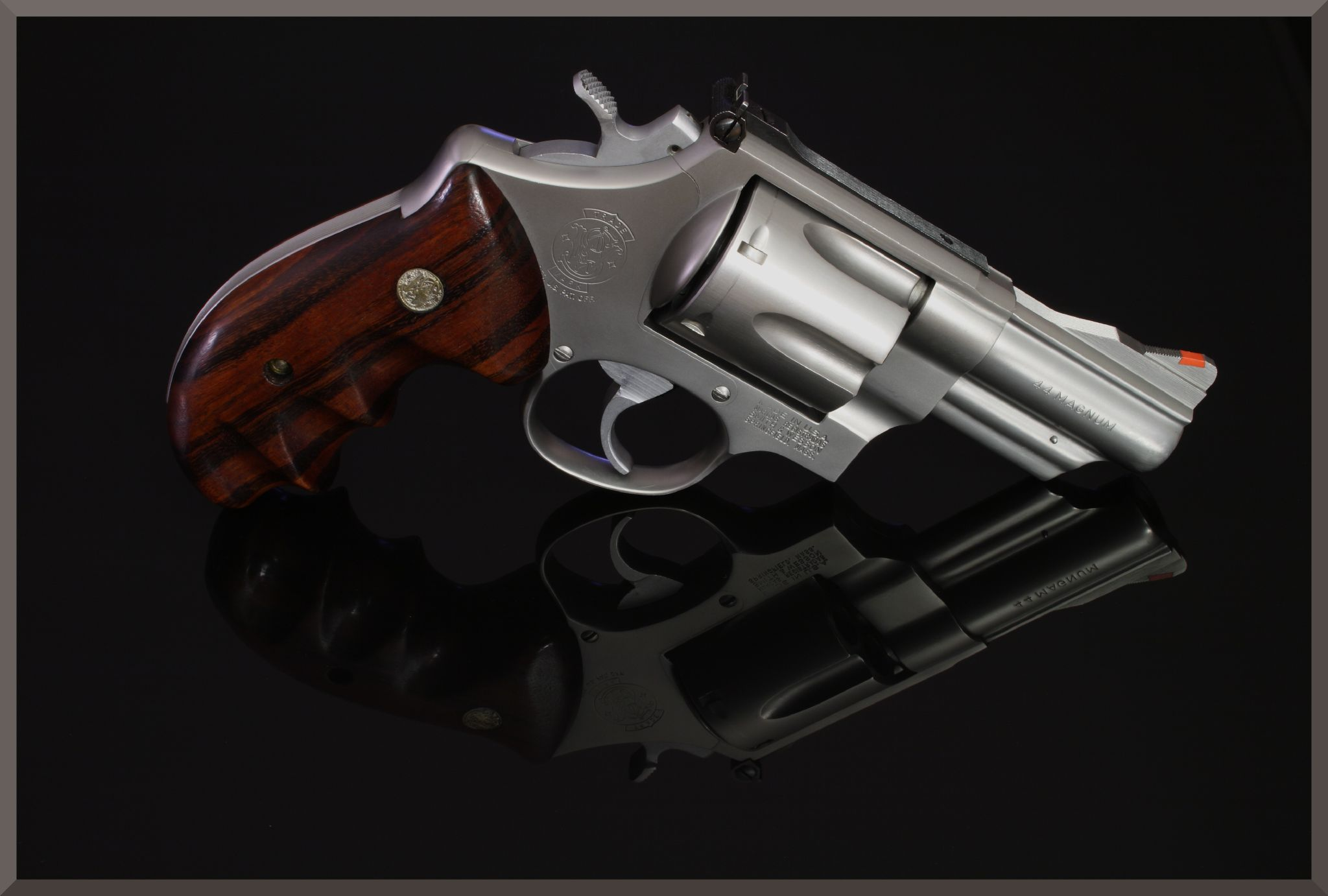
Un Smith & Wesson 629 Horton à canon court.

Construit en acier inox et dérivé du S&W M29, le Smith & Wesson 629 Horton est introduit à la fin des années 1980 puis relancé à la fin des années 2000.

## Inspiration et variations
La naissance du 629 Horton est une connaissance du succès de l'Astra 443 Terminator et par le 629 Convert.
S'il était destiné à la défense personnelle, ses successeurs visaient le marché des campeurs partant pour les Appalaches, les Rocheuses ou les zones montagneuses de l'Alaska.
- Le Smith & Wesson 629 Backpacher (modèle pour sac à dos) est fabriqué de 1994 à 1999
- Le Smith & Wesson 629 Trail Boss est fabriqué dans les années 1995-2000.
- Le Smith & Wesson 629 ES est fabriqué dans les années 2005-2010.

## Le S&W 629 Horton dans la culture populaire
Trapu et doté d'une bouche impressionnante, ce .44 Magum est l'arme du policier trouvé par Vinz (Vincent Cassel) et utilisé par Astérix (François Levantal) pour jouer à la roulette russe dans le film La Haine.

## Fiche technique
- Fonctionnement : double action  avec barillet tombant à gauche
- Visée :  réglable
- Canon : 7,62 cm (7 cm en Europe)
- Longueur : 21 cm
- Masse à vide : 1,12 kg
- Capacité : 6 coups de .44 Magnum (et donc de .44 Special).